# Фармер, Пол
Пол Фармер (Paul Edward Farmer; 26 октября 1959, Норт-Адамс, Массачусетс — 21 февраля 2022, Butaro, Северная провинция) — американский медицинский антрополог, врач, общественный деятель, международный эксперт в области здравоохранения. Известен своей деятельностью по оказанию медицинской помощи в бедных странах, прежде всего на Гаити, сооснователь благотворительной организации «Партнёры по здоровью»; ныне он всё также её директор-основатель и шеф-стратег (chief strategist). Исследователь проблем социального неравенства в сфере здравоохранения. Профессор Гарвардского университета и его медицинской школы, а также Brigham and Women's Hospital, специальный советник генерального секретаря ООН (United Nations Special Adviser to the Secretary-General on Community Based Medicine and Lessons from Haiti). Член Национальной медицинской академии США и Американского философского общества (2018). Удостоен Public Welfare Medal (2018) — наипрестижнейшей награды Национальной АН США. Лауреат Berggruen Prize (2020). 24 апреля 2021 года доктор Фармер был назван героем «Авроры» в знак признания его работы в организации «Партнёры по здоровью»․

## Биография
Вырос во Флориде. Окончил с отличием summa cum laude Университет Дьюка (1982). Степени доктора медицины и доктора философии по антропологии получил соответственно в Гарвардской медицинской школе и Гарвардском университете, обе — в 1990 году.
С 2009 года являлся заместителем спецпосланника ООН в Гаити и участвовал в восстановлении республики после землетрясения 2010 года.
С 2010(1?) года Университетский профессор Гарварда. Шеф-редактор Health and Human Rights Journal. Член Американской академии искусств и наук.
Был женат на Didi Bertrand с 1996 года.
Автор многих работ.
Умер 21 февраля 2022 года от остановки сердца. Последнее время он жил в Руанде, где преподавал в основанном им университете.

## Награды и отличия
- Стипендия Мак-Артура (1993)[12]
- Margaret Mead Award[англ.] (1999)
- Heinz Award[англ.] (2003)
- Hilton Humanitarian Prize[англ.] (2005)
- Salk Institute[англ.] Medal (2005)
- Jimmy and Rosalynn Carter Humanitarian Award (2006)
- Социальный предприниматель 2008 года, Фонд Сколла
- S. Roger Horchow Award (2010)
- Washburn Award, Музей науки Бостона (2016)[13]
- Bronislaw Malinowski Award[англ.], Society for Applied Anthropology (2016)
- Public Welfare Medal — наипрестижнейшая награда НАН США (2018)[4]
- Berggruen Prize[англ.] (2020)
- Dr. Nathan Davis International Award in Medicine, Американская медицинская ассоциация[когда?]
- Peace Abbey Courage of Conscience Award (2003?[источник не указан 2626 дней])

Почётный доктор.